# 猪腰豆
猪腰豆（学名：Whitfordiodendron filipes）为豆科猪腰豆属下的一个种。

## 扩展阅读
- 維基物種上的相關：猪腰豆